# Zagorica pri Rovah
Zagorica pri Rovah je naselje v Občini Domžale.